# Ixonanthaceae
Die Ixonanthaceae sind eine Pflanzenfamilie in der Ordnung der Malpighienartigen (Malpighiales). Die etwa fünf Gattungen mit etwa 21 bis 30 Arten sind in den Tropen verbreitet.

## Beschreibung
Es handelt sich um immergrüne, verholzende Pflanzen, die als Bäume oder Sträucher wachsen. Die wechselständigen, meist spiralig, selten asymmetrisch und zweizeilig, an den Zweigen angeordneten Laubblätter sind in Blattstiel und Blattspreite gegliedert. Die Blattspreiten sind einfach mit glattem, gesägtem oder gezähntem Blattrand. Es sind kleine Nebenblätter vorhanden oder fehlen.
Die zymösen, traubigen oder rispigen Blütenstände sind end- oder achselständig. Die kleinen, zwittrigen Blüten sind radiärsymmetrisch bis schwach zygomorph und meist fünfzählig (selten vierzählig) mit doppelter Blütenhülle (Perianth). Die (selten vier) fünf Kelchblätter sind frei oder verwachsen, wobei die Kelchröhre deutlich kürzer ist als die Kelchzähne. Es sind selten vier, meist fünf  Kronblätter vorhanden. Es sind fünf bis zehn oder bis zu zwanzig freie, fertile Staubblätter vorhanden; sie sind entweder alle gleich oder deutlich verschieden. Meist zwei oder fünf, selten vier, Fruchtblätter sind zu einem oberständigen Fruchtknoten verwachsen. In jeder Blüte gibt es einen Griffel mit einer kopfigen Narbe. Es ist ein Diskus vorhanden.
Es werden meist Kapselfrüchte gebildet. Die Samen sind geflügelt oder sie besitzen einen Arillus.

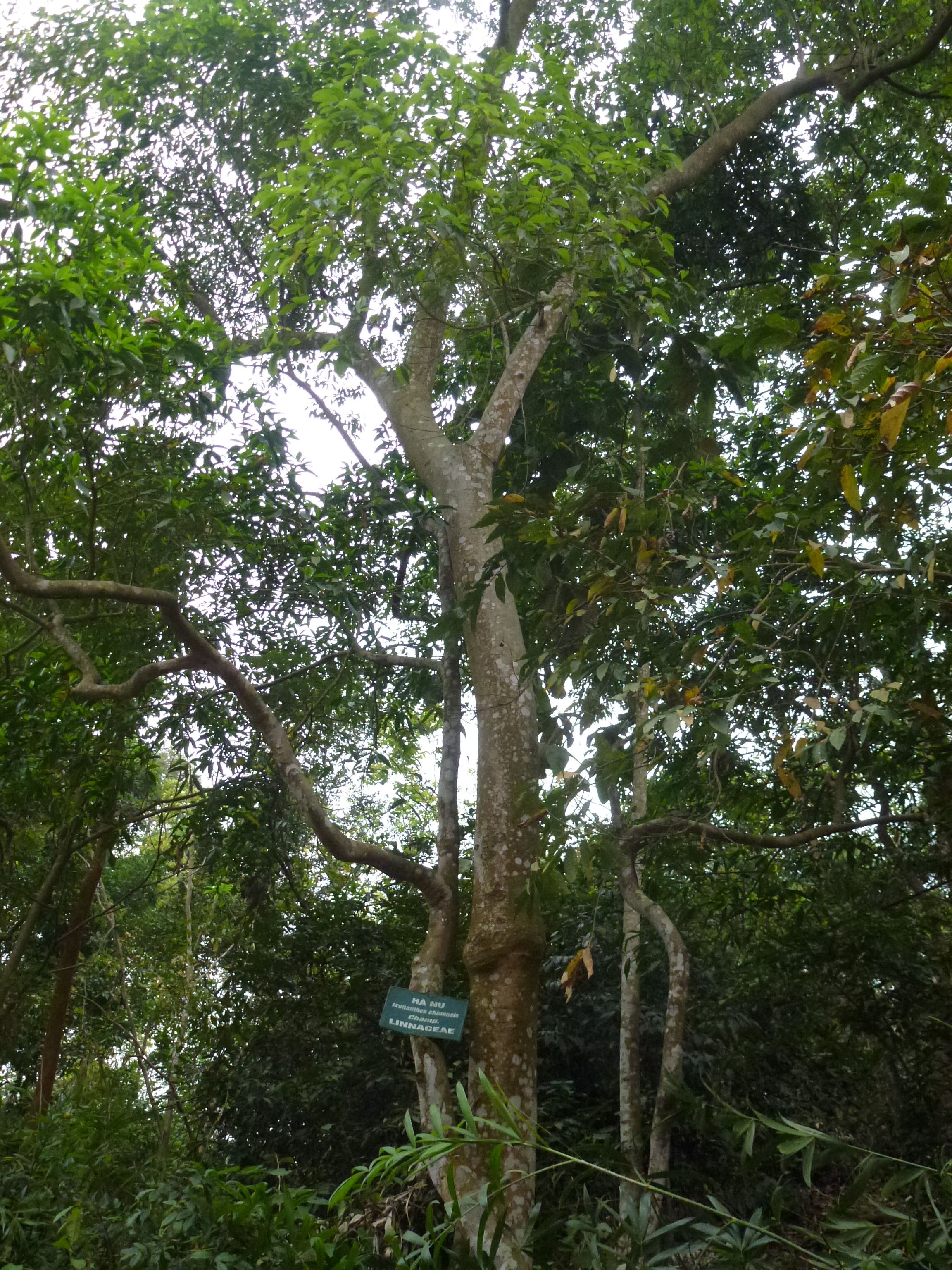
Ixonanthes reticulata

## Systematik und Verbreitung
Die Familie Ixonanthaceae wurde 1858 durch Jules Émile Planchon in Friedrich Anton Wilhelm Miquel: Flora van Nederlandsch Indië, Band 1, Nummer 2, VIII, S. 494 aufgestellt. Typusgattung ist Ixonanthes Jack.
Die heute in die Ixonanthaceae gestellten Taxa waren früher in die Simaroubaceae oder Erythroxylaceae eingeordnet.
Die Familie Ixonanthaceae besitzt eine pantropische Verbreitung. In der Neotropis gibt es zwei Gattungen mit etwa neun Arten. Die neotropischen Arten gedeihen in Höhenlagen zwischen 0 und 1400 Metern nur im Guayana-Hochland in Guyana, Französisch-Guyana, in Brasilien im Amazonasraum sowie in Bolivien.
Die Familie Ixonanthaceae enthält (vier bis) etwa fünf Gattungen mit etwa 21 bis 30 Arten:
- Allantospermum Forman (Syn.: Cleistanthopsis Capuron): Es gibt wohl nur zwei Arten:
  - Allantospermum borneense Forman: Die Heimat ist Borneo.
  - Allantospermum multicaule (Capuron) Noot. (Syn.: Cleistanthopsis multicaulis Capuron): Diese Art ist nur von fünf Fundorten in den Provinzen Fianarantsoa sowie Toamasina in Madagaskar bekannt.[4]
- Cyrillopsis Kuhlm.: Sie enthält nur zwei Arten in der Neotropis:
  - Cyrillopsis micrantha (Steyerm.) P.E.Berry & N.Ramírez: Die Heimat ist Venezuela.
  - Cyrillopsis paraensis Kuhlm.: Sie ist in Brasilien verbreitet.
- Ixonanthes Jack: Die zwei oder drei Arten sind im tropischen Asien verbreitet:
  - Ixonanthes reticulata Jack (Ixonanthes chinensis (Hook. & Arn.) Champ., Emmenanthus chinensis Hook. & Arn., Ixonanthes cochinchinensis Pierre): Sie ist in China, im nordöstlichen Indien, Indonesien, Malaysia, Myanmar, Neuguinea, Philippinen, Thailand und Vietnam verbreitet.
  - Ixonanthes khasiana Hook. f.: Sie ist Himalaja verbreitet.
- Ochthocosmus Benth.: Die etwa sieben Arten sind Südamerika weitverbreitet.
- Phyllocosmus Klotzsch: Die etwa acht Arten sind Afrika weitverbreitet.